# صموئيل فرانك
صموئيل فرانك (بالإنجليزية: Samuel Frank)‏ هو سياسي أمريكي، ولد في 30 مايو 1904 في ويلكس بار في الولايات المتحدة، وتوفي في 17 أبريل 1973. حزبياً، نشط في الحزب الديمقراطي. وقد انتخب عضو مجلس نواب بنسيلفانيا.